# Babacar Guèye
Babacar Guèye és un futbolista senegalès. Va començar com a futbolista al Génération Foot Dakar.